# مردم علیه لری فلینت
مردم علیه لری فلینت (به انگلیسی: The People vs. Larry Flynt) فیلمی است به کارگردانی میلوش فورمن، محصول مشترک کانادا و آمریکا که در سال ۱۹۹۶ ساخته شد. اسکات الکساندر و لری کاراشوسکی فیلمنامهٔ این فیلم را نوشتند و الیور استون تهیه‌کننده آن بود. بازیگرانی چون وودی هارلسن، کورتنی لاو، ادوارد نورتن، برت هارلسن، دانا هانوور، جیمز کرامول و کریسپین گلاور در این فیلم ایفای نقش کردند.

## خلاصه داستان
لری فلینت (وودی هارلسن) و برادرش جیمی (برت هارلسن) گردانندگان کلوب شبانه‌ای به نام هاسلر هستند. لری هنگامی که مجله‌اش با چاپ عکسی غیر متعارف از ژاکلین کندی فروشی سرسام‌آور پیدا می‌کند، میلیونر می‌شود و با یکی از کارمندان باشگاهش (کورتنی لاو) ازدواج می‌کند. تا این که به جرم نشر تصاویر منافی عفت عمومی و توهین به یک کشیش، کارش به دادگاه کشیده می‌شود. صحنه دادگاه عرصه تلاش او برای تأکید بر حق آزادی بیان است.

## جوایز و افتخارات
مردم علیه لری فلینت جایزه بهترین فیلم‌نامه و کارگردانی گلدن گلوب را دریافت کرد. در دو رشتهٔ جایزه اسکار بهترین بازیگر نقش اول مرد و بهترین کارگردانی نامزد دریافت جایزهٔ اسکار شد و خرس طلایی جشنواره فیلم برلین را نیز به دست آورد.